# IC 4800
IC 4800 ist eine Balken-Spiralgalaxie vom Hubble-Typ SBa im Sternbild Pfau am Südsternhimmel. Sie ist schätzungsweise 197 Millionen Lichtjahre von der Milchstraße entfernt und hat einen Durchmesser von etwa 100.000 Lichtjahren.

In der gleichen Himmelsregion befinden sich auch die Galaxien NGC 6706, IC 4798, IC 4799 und IC 4805.
Das Objekt wurde am 13. August 1901 von DeLisle Stewart entdeckt.